# Limnophila kaieturana
Limnophila kaieturana är en tvåvingeart som beskrevs av Alexander 1930. Limnophila kaieturana ingår i släktet Limnophila och familjen småharkrankar. Inga underarter finns listade i Catalogue of Life.